# 约瑟夫·阿姆隆
约瑟夫·阿姆隆（英語：Joseph Amlong，1936年12月17日—2019年7月1日），美国男子赛艇运动员。他曾代表美国参加1964年夏季奥林匹克运动会赛艇比赛，获得男子八人单桨有舵手金牌。

## 家庭
哥哥托马斯·阿姆隆。